# Landgemeinde Naantali

Wappen der ehemaligen Landgemeinde Naantali

Die Landgemeinde Naantali (finn. Naantalin maalaiskunta, schwed. Nådendals landskommun) ist eine ehemalige Gemeinde in der südwestfinnischen Landschaft Varsinais-Suomi.
Die Landgemeinde Naantali umfasste das Umland der Stadt Naantali, namentlich die nördlich des Stadtzentrums gelegenen Gebiete sowie die vorgelagerte Insel Luonnonmaa. Zuletzt hatte sie eine Fläche von 45,8 km² und rund 3.100 Einwohner (1963). In den 1960er Jahren war die Besiedlung Naantalis bereits über die Stadtgrenzen hinausgewachsen, so dass die Einwohnerzahl der Landgemeinde die der Stadt übertraf. Daher wurde die Landgemeinde Naantali 1964 in die Stadt Naantali eingemeindet.